# Mariusz Pawluk
 Mariusz Pawluk  – polski wojskowy, generał brygady. W latach 2017–2019 dowódca JW GROM, w latach 2021–2023 dowódca 25 Brygady Kawalerii Powietrznej.

## Życiorys
Mariusz Pawluk we wrześniu 1992 podjął studia wojskowe jako podchorąży w Wyższej Szkole Oficerskiej Wojsk Zmechanizowanych, które ukończył w 1996 w Wyższej Szkole Oficerskiej im. Tadeusza Kościuszki uzyskując dyplom inżyniera – dowódcy. W sierpniu tego roku był promowany na pierwszy stopień oficerski – podporucznika. W październiku 1996 został skierowany do 2 Hrubieszowskiego pułku rozpoznawczego, następnie służył w 3 Zamojskiej Brygadzie Obrony Terytorialnej. Po przejściu selekcji, w 1999 roku dołączył do Jednostki Wojskowej GROM. Brał udział w misjach bojowych w Kuwejcie, Iraku i Afganistanie i pełnił m.in. stanowisko dowódcy zespołu bojowego. W 2010 z powodu konfliktu z innymi żołnierzami odszedł z wojska, do służby powrócił jednak w 2016. 
We wrześniu 2016 roku został zastępcą dowódcy JW GROM, a w marcu 2017 roku został dowódcą jednostki i funkcję tę pełnił do grudnia 2019 roku. Ukończył studia dyplomowe i podyplomowe na Politechnice Lubelskiej i Uniwersytecie Morskim w Gdyni. W 2020 roku uzyskał stopień doktora nauk społecznych w Akademii Sztuki Wojennej. W latach 2020–2021 służył w Sztabie Generalnym Wojska Polskiego. W marcu 2021 roku został dowódcą 25 Brygady Kawalerii Powietrznej. W 2022 roku został awansowany do stopnia generała brygady. We wrześniu 2023 roku został szefem Zarządu Wojsk Aeromobilnych i Zmotoryzowanych Dowództwa Generalnego Rodzajów Sił Zbrojnych. 
Ukończył studia podyplomowe w Collegium Humanum, której działalność od 2020 stała się przedmiotem kontrowersji dotyczących kończenia na uczelni w szybkim tempie podyplomowych studiów MBA.

## Kontrowersje
W 2010 roku miał oskarżać o nepotyzm, kumoterstwo i mobbing ówczesnego dowódcę JW GROM: płk. Dariusza Zawadkę, złożył wówczas doniesienia do Najwyższej Izby Kontroli, Biura Bezpieczeństwa Narodowego i prokuratury. Wówczas w obronie Zawadki wystąpiło 416 żołnierzy GROM, pisząc list podważający wszystkie zarzuty Pawluka. W efekcie konfliktu odebrano Pawlukowi srebrną i brązową odznakę GROM-u, a on sam odszedł z wojska. 
Podczas przerwy od służby wojskowej prowadził sklep z militariami, do służby w jednostce GROM powrócił jednak w 2016 roku. W 2017 roku został mianowany dowódcą jednostki, co spotkało się z krytyką ze strony żołnierzy i ekspertów. Według krytyków Pawluk nie powinien zostać dowódcą jednostki wojsk specjalnych m.in. z powodu jego wagi (żołnierze nadali mu złośliwy pseudonim „Ponton”, którym następnie często określano Pawluka w mediach). Po jego mianowaniu z jednostki odeszło kilkudziesięciu żołnierzy. Kontrowersje wzbudziło też nadanie Antoniemu Macierewiczowi odznaki GROM-u. Według TVN24 jego odejście z JW GROM związane było z aferą korupcyjną, która wybuchła po zatrzymaniu przez Żandarmerię Wojskową zastępcy Pawluka – płk. Andrzeja R. i dwóch przedsiębiorców. Krytykowane było również mianowanie Pawluka na stanowisko dowódcy 25 Brygady Kawalerii Powietrznej.

## Odznaczenia
Odznaczony następującymi odznaczeniami:
- Krzyż Komandorski Orderu Krzyża Wojskowego (2009)[19]
- Srebrny Medal „Siły Zbrojne w Służbie Ojczyzny”
- Srebrny Medal „Za zasługi dla obronności kraju”
- Medal „W służbie Bogu i Ojczyźnie”
- Złota Odznaka GROM (2018)
- Brązowa i srebrna odznaka GROM (odebrane w 2010)[14]
- Medal NATO